# ADAC
L'Allgemeiner Deutscher Automobil-Club e.V., abbreviato in ADAC, è il più grande club automobilistico d’Europa. La sua sede si trova a Monaco di Baviera.
Scopo dell’ADAC è “il rilevamento e la promozione degli interessi del settore automobilistico, dell’automobilismo e del turismo”. Inizialmente conosciuta soprattutto per il suo servizio di soccorso stradale, l’ADAC, direttamente o attraverso società controllate, offre anche altri servizi, distribuisce piantine della città, cartine stradali e atlanti stradali e gestisce diversi centri di guida sicura. Collabora strettamente con l’austriaco ÖAMTC (il club automobilistico austriaco). Tramite la sua società controllata non lucrativa di utilità sociale ADAC Luftrettung gGmbH gestisce inoltre la più grande flotta europea di eliambulanze. Nel 2021 gli elicotteri dell’elisoccorso ADAC hanno effettuato circa 52 234 interventi.
L’ADAC è una delle 78 associazioni tedesche abilitate a effettuare un’azione per la tutela di interessi collettivi.
In base allo statuto, il compito dell’ADAC consiste nel “rilevare e promuovere gli interessi del settore automobilistico e dell’automobilismo” dedicandosi allo sviluppo del settore dei trasporti, della sicurezza stradale, dell’educazione stradale, del turismo e della tutela degli utenti della strada nella loro qualità di consumatori.

## Sede amministrativa
A parte i primi due anni, la sede dell’ADAC è sempre stata a Monaco di Baviera. Il periodo più lungo, dal 1973 al 2011, risiedeva in Am Westpark 8. Col tempo però lo spazio non era più sufficiente: la sede fu demolita nel 2012. Quindi, per circa 350 milioni di Euro, fu costruita una torre uffici alta 93 metri nel quartiere di Sendling, Hansastrasse 19 (curata dallo studio di architettura Sauerbruch Hutton). Nel dicembre del 2011 ebbe luogo il trasferimento nella nuova costruzione. L’inaugurazione ufficiale avvenne il 22 marzo 2012. La torre uffici ha 23 piani (con una base di cinque piani a forma di stella) e una superficie di 125.000 m².

## Storia

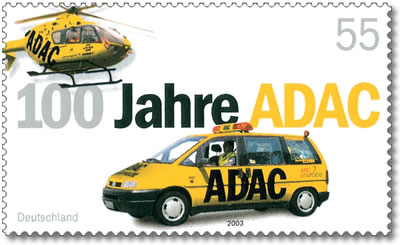
100 anni di ADAC, francobollo postale del 2003, Bundesrepublik Deutschland

L’ADAC viene fondata il 24 maggio 1903 presso l’Hotel Silber di Stoccarda con il nome di Deutsche Motorradfahrer-Vereinigung (associazione tedesca di motociclisti). Nel 1911 il suo nome viene modificato in Allgemeiner Deutscher Automobil-Club (ADAC). L’aquila prussiana viene scelta come simbolo dell’ADAC per il sostegno ricevuto dall’ultimo imperatore tedesco e re di Prussia Guglielmo II.

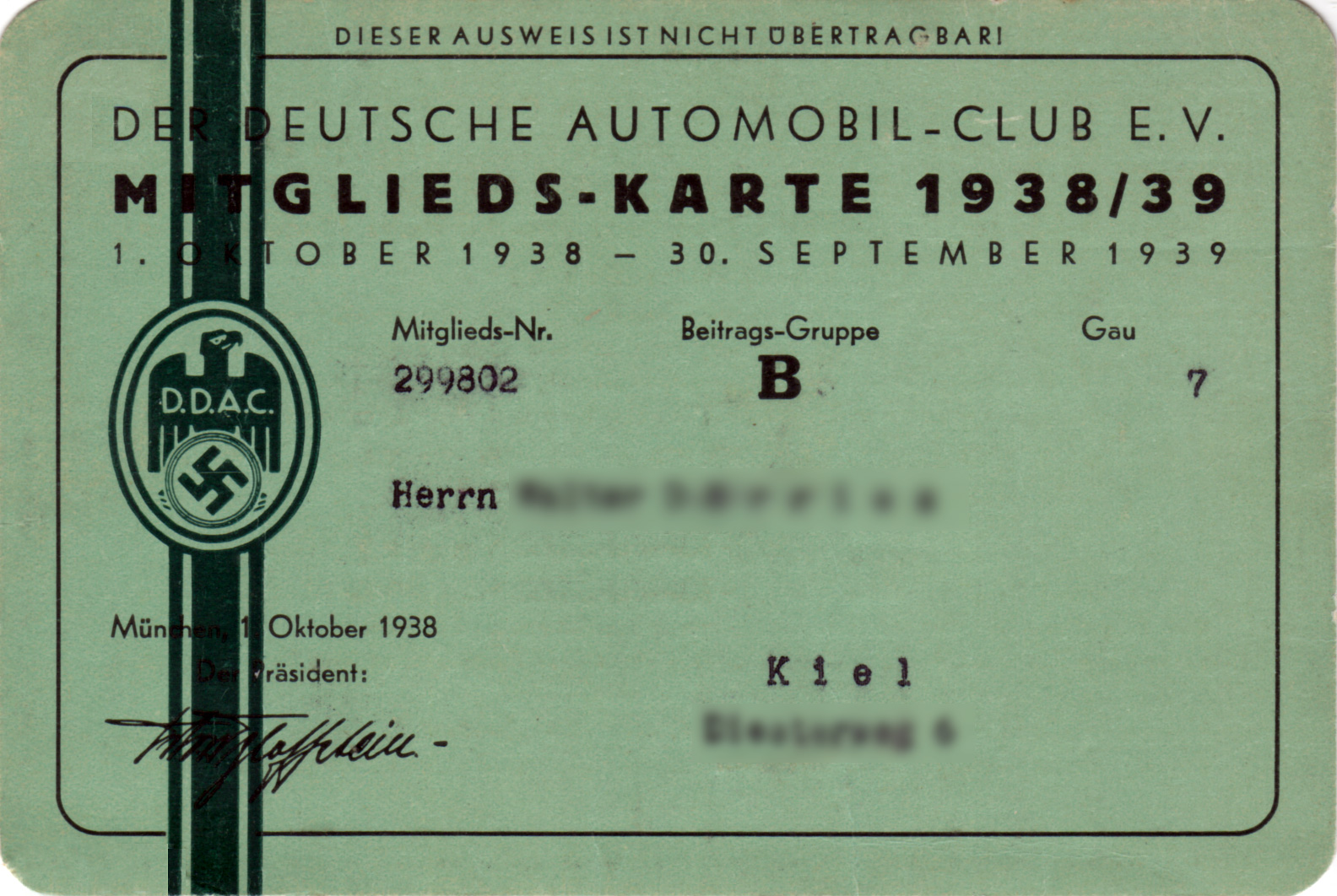
Tessera DDAC del 1938

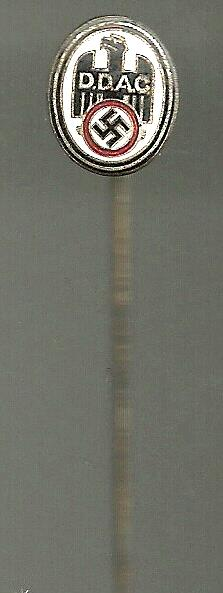
Spilla della DDAC

Durante il Nazionalsocialismo tutte le associazioni di automobilisti e gli automobile club furono riuniti nell’associazione Der Deutsche Automobil-Club e.V. (DDAC), schierata a fianco del NSKK (Corpo Motorizzato Nazionalsocialista) (conformemente all’allineamento sociale dell’epoca, la Gleichschaltung). “Uno spettacolo per il popolo” e non più, come negli anni passati, “un’esposizione per i ceti borghesi benestanti. Motorizzazione del popolo questa è la motorizzazione nello spirito del Führer!”, recitava un messaggio del DDAC in occasione della fiera dell’automobile del 1934.
Dopo la Seconda Guerra Mondiale l’ADAC venne dapprima rifondata il 5 dicembre 1946 a Monaco di Baviera e a partire dal 1948 veniva autorizzata anche nelle restanti zone di occupazione occidentali. L’ADAC, così richiamata in vita, si inserisce, portandola avanti, nella tradizione dell’ADAC esistente tra il 1903 e il 1933. Alla guida dell’associazione c’è ora un presidente (in precedenza vi fu un Primo Direttore).
Nel 1954 venne presentato il nuovo soccorso stradale ADAC con una flotta di 60 motocarrozzette. Il compito principale del soccorso stradale, composto da meccanici diplomati, è l’intervento in caso di guasti e la prestazione di primo soccorso.
Nel 1959 l’ADAC effettuava per la prima volta test sulle utilitarie. Sul banco di prova troviamo, tra le altre cose, il cambio, i freni e l’accelerazione. I risultati vengono pubblicati sulla rivista propria del club ADAC Motorwelt.
Nel 1970 entrava in funzione la prima eliambulanza ADAC. L’elicottero giallo dell’ADAC si chiama Christoph e trasporta a bordo un pilota, un paramedico e un medico.
Nel 1974 –quattro anni dopo il picco dei decessi per incidenti stradali nell’allora Repubblica Federale Tedesca (62 milioni di abitanti) con più di 19.000 morti all’anno in incidenti stradali (nel 2009, in tutto il territorio tedesco con 83 milioni di abitanti se ne sono avuti circa 4.000) e tre mesi dopo aver raggiunto l’apice della crisi petrolifera con la prima domenica senza automobile in Germania –l’ADAC, alla guida del suo presidente Franz Stadler (1913-2000), coniava lo slogan “I cittadini liberi vogliono la via libera” (campagna di adesivi per automobili, dpa del 28 febbraio 1974). Nella cronaca ADAC troviamo la seguente nota:
“1974: l’ADAC critica il grande tentativo di introdurre il limite di velocità di 100 km/h sulle autostrade. La rivista propria del club ADAC Motorwelt annuncia che il club vuole impedire in tutti i modi questa “velocità da lumaca lontana dalla realtà”. L’ADAC si dichiara invece d'accordo con la velocità 100 sulle strade provinciali.”
Nel 1989, 20 cittadini tedeschi liberali di sinistra disdicevano l’iscrizione all’ADAC per via delle sue campagne contro il limite di velocità 100 sull’AVUS di Berlino. Tale decisione veniva resa pubblica tramite un annuncio dal titolo ADAC Ade (addio ADAC). Tra i 20 firmatari vi erano Klaus Staeck e Günter Grass. All’ADAC veniva rinfacciato di promuovere un “comportamento nocivo per l’ambiente”, “corse pazze socialmente pericolose” e “l’abuso della parola libertà”. In seguito a ciò, 2000 soci berlinesi abbandonarono il club. L’associazione ambientalista Robin Wood ribattezzò poi l’ADAC Auto-Darf-Alles-Club (club dell’automobile che fa come le pare).
Nel 1997 veniva aperto il nuovo centro tecnico ADAC a Landsberg am Lech, nell’Alta Baviera. Qui vengono testate e valutate ogni anno 150 automobili nuove.
Nel 2003 l’ADAC criticava il progetto guida accompagnata a 17 anni in Bassa Sassonia e festeggiava il suo centesimo anniversario.
Nel 2007 veniva istituita la ADAC Stiftung “Gelber Engel” gGmbH (fondazione ADAC angeli gialli) allo scopo di aiutare le vittime di incidenti stradali con difficoltà economiche a riottenere la propria mobilità. La fondazione sostiene inoltre iniziative e istituzioni che si occupano di fornire pronto intervento in caso di incidenti e di effettuare attività di ricerca sugli incidenti.

## Organizzazione

Schema della organizzazione elettiva ADAC

L’ADAC è un’associazione con fini idealistici la cui attività non è orientata a raggiungere obiettivi economici ma si propone piuttosto di svolgere attività indirizzate verso gli interessi e i bisogni dei suoi soci.
Nel corso del 2016 l’ADAC ha portato avanti una ristrutturazione interna seguendo il principio del sistema a tre pilastri: un’associazione, una società per azioni europea e una fondazione. Nel corso dell’assemblea straordinaria tenutasi alla fine del 2014 circa 200 delegati approvarono questa ristrutturazione. Nel 2015 furono definiti i dettagli. Durante l’assemblea generale di Lubecca nel 2016 i delegati dichiararono il proprio consenso alla ristrutturazione.
L’ADAC e.V. (associazione registrata), organizzata come associazione riconosciuta, si occupa dei servizi ai soci come per esempio il soccorso stradale, la tutela dei consumatori, l’automobilismo, il turismo, l’ufficio legale e l'ADAC Motorwelt.
Le attività commerciali sono raggruppate sotto una società per azioni europea (ADAC SE) indipendente e separata dall’associazione. L’ADAC e.V. detiene la maggioranza dell’ADAC SE con una quota pari al 57,74%. L’ADAC Stiftung ne possiede altre quote (25,10%) insieme a diversi club regionali tramite società di partecipazione (17,16%).
La fondazione ADAC Stiftung rappresenta il terzo pilastro, accanto all’associazione e alla società europea. Qui sono racchiuse le attività di utilità pubblica dell’ADAC. Gli scopi della fondazione si orientano agli scopi dell’ADAC e.V. e sono volti a sostenere le attività di soccorso nelle situazioni di pericolo di vita, la prevenzione degli incidenti, la scienza e la ricerca, la cultura e la beneficenza.
La realizzazione della struttura a tre pilastri è stata completata all’inizio del 2017.

### Assemblea generale
L’assemblea generale ADAC ha luogo ogni anno e, ogni quattro anni, elegge i membri del consiglio direttivo. L’assemblea generale è composta dai delegati dei club regionali, dai membri del consiglio amministrativo e del consiglio direttivo. Per ogni 100.000 soci ordinari di un club regionale viene inviato un rappresentante all’assemblea. Durante l’assemblea generale straordinaria del 6 dicembre 2014 venne eletto presidente August Markl. Tramite una delibera unanime del consiglio direttivo è possibile designare come membri onorari ADAC cittadini tedeschi e stranieri che detengono meriti particolari nel settore dei veicoli a motori. I soci onorari hanno gli stessi diritti dei soci ordinari.
Il 6 dicembre 2014 ebbe luogo un’assemblea straordinaria durante la quale venne eletto presidente August Markl.
Nel corso dell’assemblea generale ordinaria tenutasi a Nürburgring nel maggio 2019, tra più di 200 delegati furono eletti Ulrich Klaus Becker (vicepresidente), Karsten Schulze (presidente per la Tecnica) e Gerhard Hillebrand (presidente per i Trasporti). Jens Kuhfuß fu confermato come presidente per le Finanze. Insieme al presidente August Markl, Hermann Tomczyk (presidente per lo Sport) und Kurt Heinen (presidente per il Turismo) compongono il nuovo consiglio direttivo a sette membri dell’ADAC e.V.
Nel corso dell’assemblea generale straordinaria tenutasi a Monaco di Baviera nel novembre 2019, l’ADAC ha introdotto lo status di socio “premium” ampliando di molto i servizi riservati ai soci “plus”. Nel contempo sono state adeguate le tariffe in base al tipo d‘iscrizione. L’organo supremo dell’ADAC ha approvato anche una modifica allo statuto. In sostanza sono stati separati più efficacemente gli organi di potere decisionale da quelli di potere consultivo assegnando loro in modo chiaro i vari compiti. La prossima assemblea generale si tiene nel maggio 2021 a Bremen.
Il 15 Maggio 2021 nell’assemblea generale ordinaria furono eletti Christian Reinicke (presidente), Gerd Ennser (presidente per lo Sport) e Kalrheinz Jungbeck (presidente per il Turismo).

### Consiglio amministrativo
Il consiglio amministrativo è composto dai membri del consiglio direttivo e dai 18 dirigenti di club regionali o dai loro vice. Le delibere del consiglio amministrativo sono vincolanti per tutti i club regionali.

### Consiglio direttivo
Lo statuto dell’associazione federale prevede che i sette membri del consiglio direttivo siano eletti dall’assemblea generale a titolo onorario. Il presidente è il portavoce del consiglio direttivo. Presidente attuale è August Markl. I membri del consiglio direttivo restano in carica per quattro anni e possono essere rieletti. Il consulente legale generale dell’ADAC (dal 2016 è in carica l’avvocato e notaio Christian Reinicke) partecipa alle sedute.

### Dirigenza e Comitato Esecutivo
Il Comitato Esecutivo dell’ADAC e.V. è l’organo dirigente remunerato dell’associazione. Membri del Comitato Esecutivo dell’ADAC e.V. sono Dieter Nirschl, Lars Soutschka e Oliver Weissenberger. Marion Ebentheuer, Mahbod Asgari e Jörg Helten sono i membri del Comitato Esecutivo dell’ADAC SE e Andrea David è Direttore Esecutivo dell’ADAC Stiftung.

### Präsidium

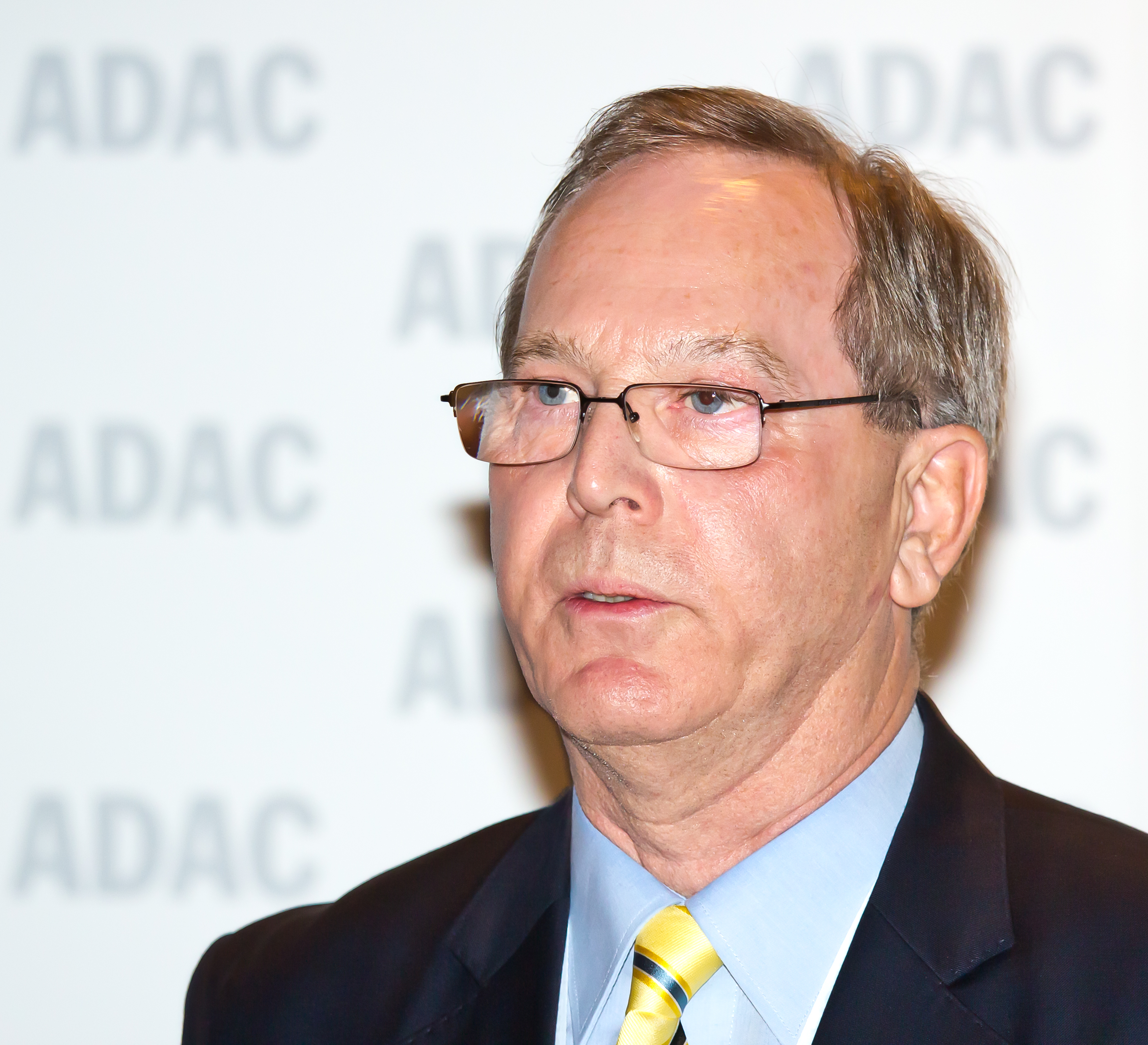
Peter Meyer, presidente ADAC 2001–2014

Il Präsidium ADAC è composto da sette individui eletti dall'assemblea generale. Il Präsidium ha un presidente eletto che fa da portavoce. I componenti del Präsidium possono essere rieletti dopo il mandato di quattro anni. Tra i componenti ci sono anche i sindaci dell'ADAC.

### Presidenti
- 1903–1905: Emil Schmolz, primo presidente della Deutschen Motorradfahrer-Vereinigung (DMV)
- 1905–1925: Josef Bruckmayer
- 1926–1932: Carl Fritz
- 1933: Hermann Fulle, ultimo presidente dell'unione forzata DDAC-ADAC[9]
- 1933–1938: Günther Freiherr von Egloffstein, DDAC[10]
- 1938–1945: Fritz Junghans, DDAC
- 1946–1948: Ludwig Sporer
- 1948–1953: Hans Meyer-Seebohm
- 1953–1964: Werner Endress
- 1964–1972: Hans Bretz
- 1972–1989: Franz Stadler
- 1989–2001: Otto Flimm
- 2001–[11] 02/2014: Peter Meyer
- 2014 - 2021: August Markl
- 2021 - : Christian Reinicke[12]

### Club regionali
I Regional-Club sono 18
- ADAC Berlin-Brandenburg e. V.
- ADAC Hansa e. V. (Hamburg und Mecklenburg-Vorpommern)
- ADAC Hessen-Thüringen e. V.
- ADAC Mittelrhein e. V.
- ADAC Niedersachsen Sachsen-Anhalt e. V.
- ADAC Nordbaden e. V.
- ADAC Nordbayern e. V.
- ADAC Nordrhein e. V.
- ADAC Pfalz e. V.
- ADAC Saarland e. V.
- ADAC Sachsen e. V.
- ADAC Schleswig-Holstein e. V.
- ADAC Ostwestfalen-Lippe e. V.
- ADAC Südbaden e. V.
- ADAC Südbayern e. V.
- ADAC Weser-Ems e. V.
- ADAC Westfalen e. V.
- ADAC Württemberg e. V.

Con circa 1800 club locali ADAC, è la più grande organizzazione sportiva tedesca nel Motorsport. I settori serviti vanno dai gruppi giovanili al kart, motocross, Automobilslalom, Rally fino alla Formula 1. I club locali possono essere fondati da 30 persone.
I club locali fanno parte automaticamente al Regional-Club di ogni Land. Eleggono i presidenti dei Regional-Club che faranno parte dell'assemblea generale ADAC. I soci devono rinnovare annualmente la propria iscrizione nella primi quattro mesi di ogni anno, per iscritto come pubblicato sulla rivista societaria ADAC Motorwelt.

### ADAC e.V.: anno commerciale 2018
Alla fine del 2018 l’ADAC e.V. aveva 20,72 milioni di soci. Il trend di crescita prosegue anche nei primi mesi del 2019: alla fine di aprile 2019 l’ADAC contava 20,84 milioni di soci.
Nonostante la crescita continua del numero di soci, i proventi derivanti dalle iscrizioni non riescono a coprire le spese per i servizi di assistenza come il soccorso stradale ADAC. Il risultato dei proventi delle iscrizioni dei soci ammontava a -24,7 milioni di euro nel 2018 e -26,9 ml di euro nell’anno precedente. Grazie al suo progetto per il futuro e a una migliorata efficienza interna, l’associazione sta contrastando questo andamento negativo. L’obiettivo è quello di ottenere un pareggio di bilancio entro la fine del 2020.
Per causa di effetti straordinari, il risultato di esercizio dell’ADAC e.V. nel 2018 ammontava a 759,4 ml di euro. Questo importo comprende la ripartizione di riserve di capitale da parte dell’ADAC SE all’associazione (e.V.), un guadagno ottenuto dalla cessione di quote ADAC e.V. di partecipazione nell’ADAC SE ai club regionali nonché un pagamento supplementare dei club regionali per i costi del soccorso stradale, aumentati a causa della tassa sui premi assicurativi. Considerate questi effetti straordinari, il risultato annuale del 2018 ammontava a -7,9 ml di euro, quasi come l’anno precedente (2017: -8,0 ml di euro).

### ADAC SE
L’ADAC SE, con sede a Monaco di Baviera, è una società per azioni di diritto europeo che offre servizi e prodotti orientati alla mobilità ai soci ADAC, ai non soci e alle aziende. Il gruppo comprende 28 società controllate e di partecipazione, tra le quali l’ADAC Versicherung AG (assicurazione), l’ADAC Finanzdienste GmbH (servizi finanziari), l’ADAC Autovermietung GmbH (autonoleggio) e l’ADAC Service GmbH (organizzazione di servizi). L’ADAC SE è una società attiva nel mercato e orientata alla crescita che porta avanti la trasformazione digitale per tutti i settori puntando sull’innovazione e sulle tecnologie sostenibili.
Nell’ambito del suo scopo sociale –e cioè la partecipazione a società e la prestazione di servizi di supporto alle imprese –l’ADAC SE amministra anche le quote societarie delle società controllate in suo possesso.
L’ADAC e.V. detiene la maggioranza dell’ADAC SE con una quota pari al 57,74%. L’ADAC Stiftung ne possiede altre quote (25,10%) insieme a diversi club regionali tramite società di partecipazione (17,16%).

## Struttura e cifre

### Sviluppo dei soci
Nel 2024 erano soci 22,21 milioni di persone. Si tratta dunque della seconda associazione automobilistica al mondo per numero di associati dopo quella statunitense, l'American Automobile Association.
| Anno | Soci       | delta anno precedente |
| ---- | ---------- | --------------------- |
| 1947 | 7.235      |                       |
| 1950 | 60.000     |                       |
| 1951 | 100.000    |                       |
| 1953 | 200.000    |                       |
| 1964 | 800.000    |                       |
| 1970 | 2.000.000  |                       |
| 1973 | 3.000.000  |                       |
| 1978 | 5.600.000  |                       |
| 1982 | 6.800.000  |                       |
| 1989 | 9.300.000  |                       |
| 1991 | 11.000.000 |                       |
| 1997 | 11.734.997 |                       |
| 2000 | 14.313.000 |                       |
| 2001 | 14.433.000 | + 120.000             |
| 2002 | 14.579.000 | + 146.000             |
| 2003 | 14.806.000 | + 227.000             |
| 2004 | 15.047.000 | + 241.000             |
| 2005 | 15.425.000 | + 378.000             |
| 2006 | 15.759.000 | + 334.000             |
| 2007 | 16.070.000 | + 311.000             |
| 2008 | 16.401.000 | + 331.000             |
| 2009 | 16.784.000 | + 383.000             |
| 2010 | 17.278.000 | + 494.000             |
| 2011 | 17.859.000 | + 581.000             |
| 2012 | 18.415.000 | + 556.000             |
| 2013 | 18.940.000 | + 525.000             |
| 2014 | 18.920.000 | - 20.000              |
| 2015 | 19.152.063 | + 180.000             |
| 2016 | 19.619.227 | + 467.164             |
| 2017 | 20.178.569 | + 559.342             |
| 2018 | 20.724.869 | + 546.300             |
| 2019 | 21.205.353 | + 480.484             |
| 2020 | 21 178 729 | -26 624               |

### Cifre 2012
|          | ADAC e. V.  | ADAC Beteiligungs- und Wirtschaftsdienst GmbH (Euro) | ADAC Regionalclubs (Euro) | Totale (Euro) |
| -------- | ----------- | ---------------------------------------------------- | ------------------------- | ------------- |
| Introiti | 911 500 000 | 1 030 000 000                                        | 505 800 000               | 2 447 300 000 |
| Utile    | 25 000 000  | 84 900 000                                           | 57 000 000                | 166 900 000   |

### Utilizzo dei fondi
| Voce                                                          | Somma in € 2012 | Percentuale 2012 | Somma in € 2008 | Percentuale 2008 |
| ------------------------------------------------------------- | --------------- | ---------------- | --------------- | ---------------- |
| Soccorso (stradale, aereo, centrale operativa, ruoli tecnici) | 322 900 000     | 48,1 %           | 282 000 000     | 45,2 %           |
| Servizi ausiliari (telefonici, informativi)                   | 154 700 000     | 23,1 %           | 130 300 000     | 20,9 %           |
| Informazioni (turistiche, tecniche, prove, diritto)           | 108 700 000     | 16,2 %           | 106 500 000     | 17,1 %           |
| Sport                                                         | 23.600.000      | 3,5 %            | 18 100 000      | 2,9 %            |
| Aggiunte alle attività/riserve dell'associazione              | 61 300 000      | 9,1 %            | 87 400 000      | 14,0 %           |
| Totale                                                        | 671 200 000     | 100,0 %          | 624 300 000     | 100,0 %          |

## Società affiliate

### Partecipazioni ADAC
Sotto ADAC Beteiligungs- und Wirtschaftsdienst GmbH vi sono:
- Bilancio consolidato, Handelsgesetzbuch-HGB:
  - ADAC Autovermietung GmbH, Monaco di Baviera (fondazione 1991, cooperazione con Avis, Hertz e Sixt)
  - ADAC Finanzdienste GmbH, Monaco di Baviera (1,4 milioni di carte di credito, finanziamenti)
  - ADAC Helicopter Flugbetrieb GmbH, Monaco di Baviera
  - ADAC HEMS Academy GmbH, Sankt Augustin (Addestramento per soccorso aereo)
  - ADAC Luftfahrt Technik GmbH, Sankt Augustin (Società elicotteristica per ADAC Luftrettung, Oppin e Landshut)
  - ADAC Service GmbH, München (fondazione 1995, branca soccorso stradale „ADAC-Straßenwacht“con ca. 1700 „gelben Engeln“)
  - ADAC Service Hellas A.E., Glyfada (Grecia)
  - ADAC Touring GmbH, Monaco di Baviera (Mappe stradali e Vignette)
  - ADAC Camping GmbH, Monaco di Baviera
  - ADAC TruckService GmbH & Co. KG, Laichingen (soccorso stradale per bus e camion)
  - ADAC Verlag GmbH, Monaco di Baviera
  - ADAC Rechtsschutz Versicherungs-AG, Monaco di Baviera (fondazione 1978. Fatturato 2012: 147,8 milioni di Euro, 2,5 milioni di contratti)
  - ADAC-RSB-Gesellschaft, Monaco di Baviera (agenzia viaggio)
  - ADAC-Schutzbrief Versicherungs-AG, München (assicurazione infortuni, fondazione 1972. Fatturato 2012: 301,1 milioni di Euro)
  - Aero-Dienst GmbH & Co. KG, Norimberga (soccorso internazionale aereo)
  - ARISA Assurances S. A., Lussemburgo
  - ARISA Ré S. A., Lussemburgo
  - FSZ Linthe Grundbesitz GmbH, München
  - 70 % Europe Net NV, Bruxelles, il 30% in mano all'automobile club ÖAMTC e ACI
  - 65 % Deutsche Motor Sport Wirtschaftsdienst GmbH, Francoforte sul Meno, della Deutscher Motor Sport Bund (DMSB)
- Non consolidato Abs. 1 o 2 HGB:
  - 100 % ADAC TruckService Verwaltungs GmbH, München
  - 100 % ADAC Verlag Verwaltungs GmbH, München
  - 10 % Aero-Dienst Verwaltungs GmbH, München
  - 96 % ADAC Yol Yardim Hizmetleri Ticaret A.S., Istanbul
  - 50,4 % AFES-AVUS Luxembourg S.à.r.l., Luxembourg
  - Deutsche Post Mobility GmbH
- Assoziierte Unternehmen Abs. 1 HGB (Equity method):
  - 49 % ADAC Autoversicherung AG, München (fondazione 2007), assicurativa ADAC Schutzbrief-Versicherungs AG. 51% in mano alla Zürich Beteiligungs-AG (Germania), consociata della Zurich Insurance Group.
  - 49 % AD Clubreisen GmbH, München, 51% della Deutsches Reisebüro (DER)
  - 49 % STARTER Sp. z o.o., Poznań (Polonia)
  - 35 % ARC Europe S.A., Bruxelles (Belgio) (fondazione 1999 e di otto automobile club europei)
  - 22 % ACTA Assistance SA, Limonest (Francia)

ADAC Reisen è un'agenzia di viaggi. Negli anni 2000 con la Rewe Group e la Deutsches Reisebüro (conosciuto con il marchio DERTOUR). Nel 1957 venne creta la ADAC Reise GmbH.

## Soccorso aereo ADAC

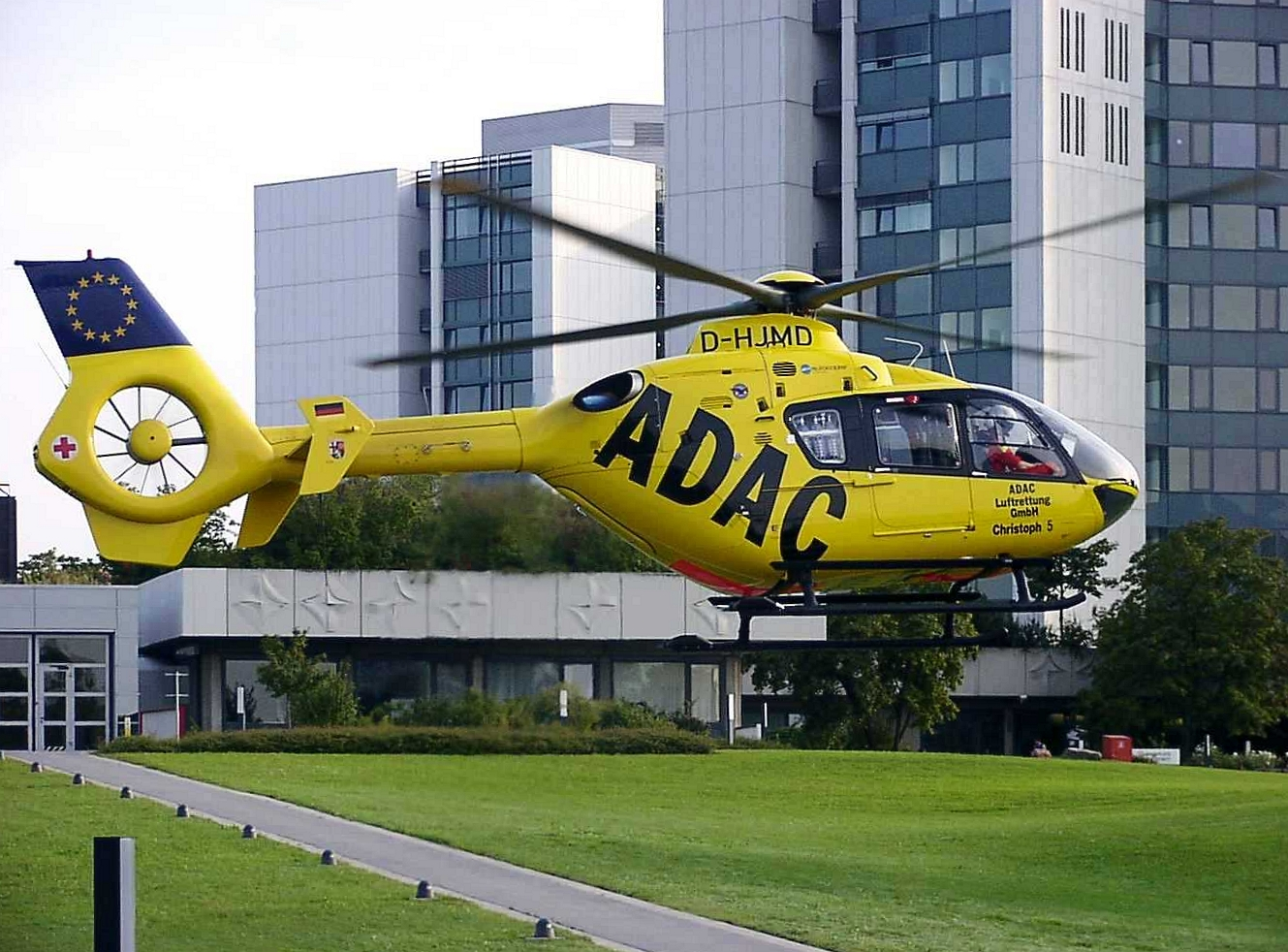
Eliambulanza Eurocopter EC 135 Christoph 5

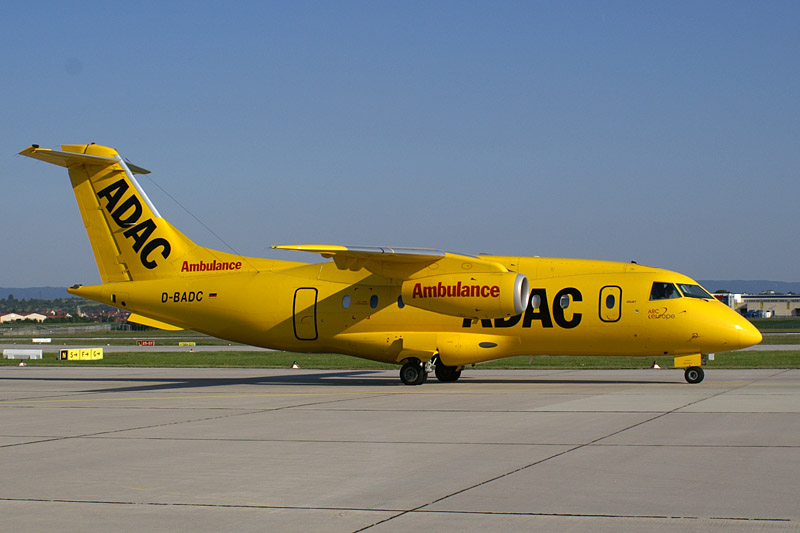
Aeroambulanza Dornier 328 ADAC

L’ADAC Luftrettung gGmbH (costituita il 25 novembre 1981 come società a responsabilità limitata regolare di diritto tedesco), con i suoi 190 dipendenti, gestisce 55 eliambulanze e eliambulanze attrezzate per il trasporto in terapia intensiva.[51] Di questi, due EC 145, 28 EC 135 e 15 BK 117 stazionano in 37 basi di elisoccorso, di cui due all’estero. Nel 2014 il fatturato ammontava a 90 ml di euro. In Germania l'ADAC Luftrettung è il più grande servizio di soccorso aereo civile, seguita dalla DRF Luftrettung. 
Secondo quanto riportato nel registro delle imprese il soccorso aereo ADAC è stato costituito il 25 novembre 1981 col nome di Arbeitskreis des ADAC zur Förderung der Luftrettung und zur Hebung der allgemeinen Verkehrssicherheit (ADAC-Luftrettung) Gesellschaft mit beschränkter Haftung (gruppo di lavoro ADAC per il soccorso aereo e miglioramento generale della sicurezza dei trasporti Soccorso aereo ADAC società a responsabilità limitata). Il 29 marzo 2000 la società ha cambiato nome in ADAC-Luftrettung GmbH e il 26 agosto 2013 in ADAC Luftrettung gGmbH.
Oltre al soccorso aereo tramite elicotteri, l’ADAC partecipa alla Aero-Dienst GmbH e gestisce una piccola flotta di aeroambulanze per il trasporto di malati a medio raggio:
- 2 Dornier Fairchild 328-300 Jet

- 1 Beechcraft King Air 350

- 1 Learjet 60

## ADAC Stiftung “Gelber Engel“
Dal 2007 la fondazione ADAC Stiftung “Gelber Engel” gGmbH svolge il suo impegno a favore delle vittime di incidenti stradali al fine di aiutare quelle persone che hanno subito danni a causa di un incidente. Ha un capitale di 10 milioni di euro e si occupa anche di ricerca nel campo scientifico, se questa può contribuire a migliorare la sicurezza sulle strade. Dal mese di settembre 2013 la fondazione è una società a responsabilità limitata di pubblica utilità di diritto tedesco.

## ADAC Stiftung Sport
L’ADAC Stiftung Sport è una fondazione nata nel 1998 a sostegno delle nuove generazioni di piloti da corsa. I giovani piloti da corsa di talento vengono aiutati dagli esperti e dai partner della fondazione. Chi ottiene la borsa di studio dispone non solo di aiuti materiali ma può frequentare anche corsi di formazione e coaching. Vengono inoltre impiegati anche mezzi finanziari per migliorare la sicurezza nell’automobilismo e per il sostegno degli appassionati di automobilismo vittime di incidenti.

## ADACStraßenwacht

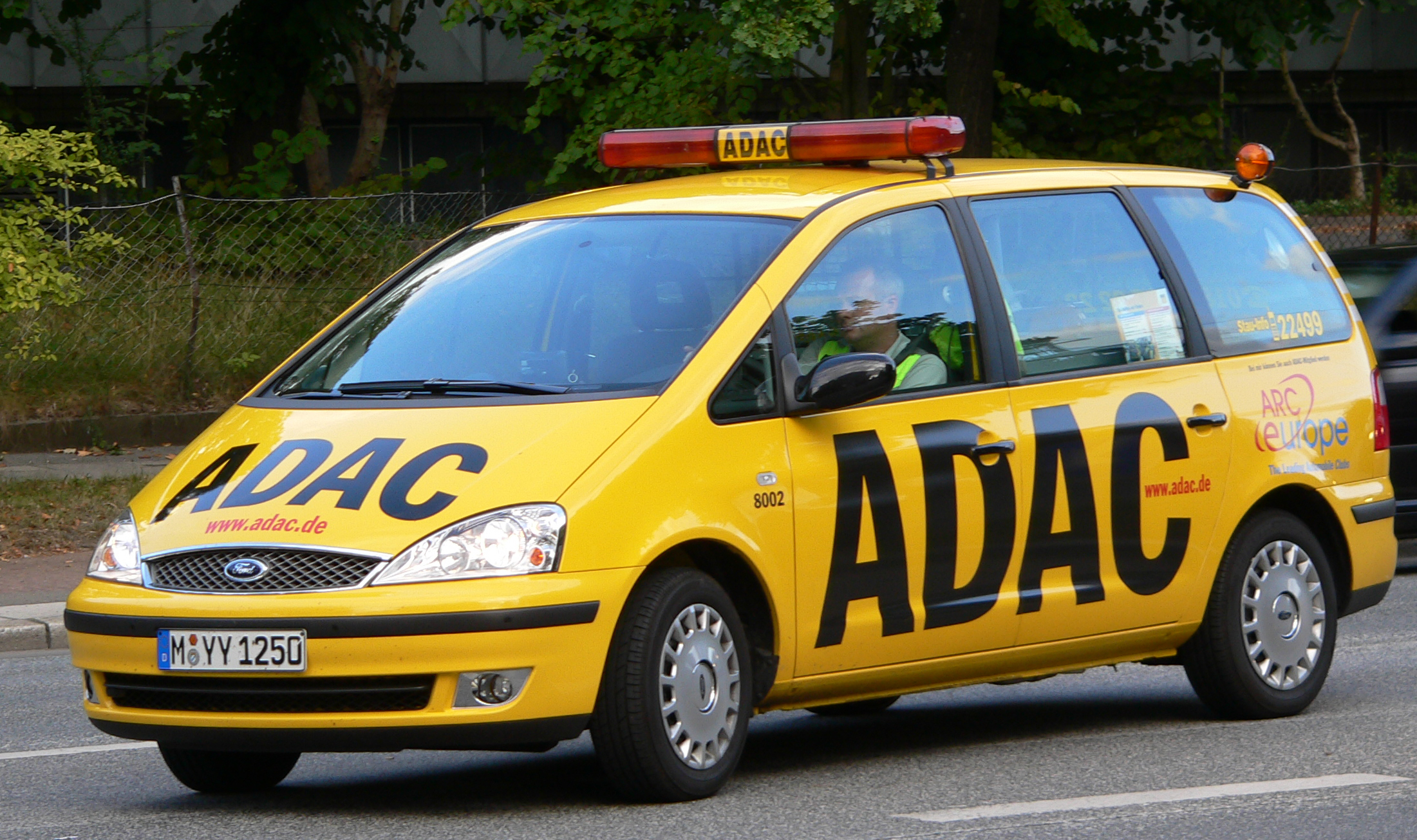
Soccorso stradale ADAC moderno

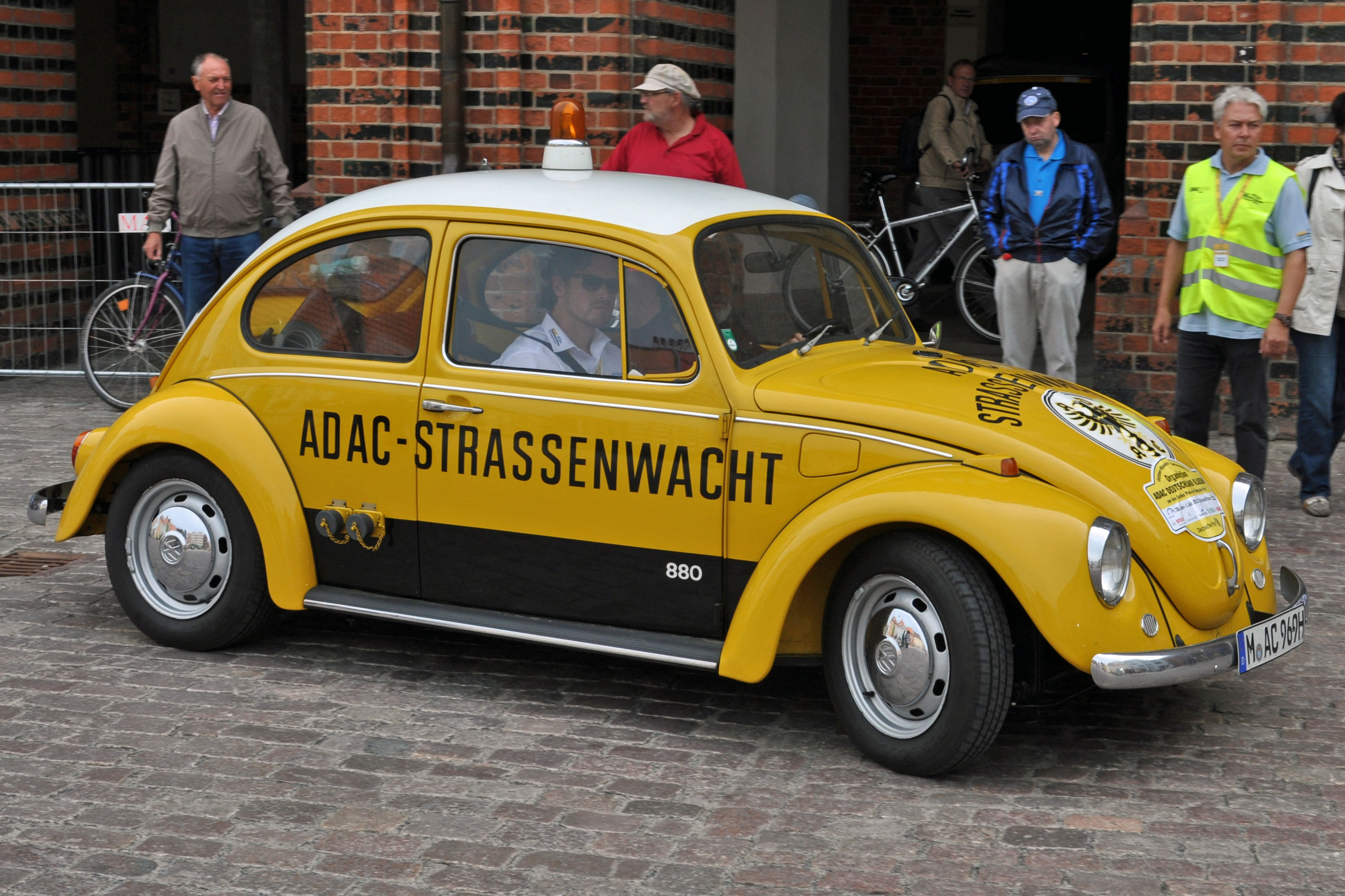
Soccorso stradale ADAC storico

Il servizio più importante offerto dall’ADAC è il soccorso stradale. L’origine del soccorso stradale risale al 1928, quando veniva fondato ADAC-Straßen-Hilfsdienst (servizio di assistenza stradale ADAC). All’epoca, i soccorritori arrivavano a bordo delle loro moto e motocarrozzette. Dopo la pausa forzata durante la guerra, il soccorso stradale rinasce con il nome di ADAC Straßenwacht (soccorso stradale ADAC) e nel 1990 viene esteso ai nuovi Land tedeschi. Inoltre, dal 1951, esiste anche un soccorso stradale fuori dalla Germania.
L’ADAC lavora con più di 1.700 veicoli di soccorso stradale di colore giallo (angeli gialli). Negli anni ’60 e ’70 il maggiolino giallo era una presenza fissa sulle strade tedesche. Oggi l’ADAC utilizza i suoi monovolumi carichi di attrezzature che pesano fino a 290 kg: si parte dall’attrezzo che serve per la riparazione del momento passando per il dispositivo digitale per la diagnosi del guasto fino ad arrivare alle piccole parti e alle batterie di ricambio.
In caso di guasto alla macchina, il socio ADAC può chiedere il soccorso stradale tramite telefono, colonnina di soccorso sull’autostrada, internet o App. Un operatore delle cinque centrali ADAC per il soccorso stradale registra i dati necessari e li trasmette al primo autista soccorritore libero che, poco prima del suo arrivo, contatterà il socio che ne ha fatto richiesta.[L’ADAC offre un servizio di soccorso stradale anche per i camion in tutta Europa. In Germania vengono impiegati veicoli speciali per prestare soccorso ai camion. In altri paesi europei il servizio viene offerto da partner ADAC. Gli autisti del soccorso stradale partecipano a sistemi di provvigione e concorsi per l’acquisizione di nuovi soci.
Nel 2021 gli autisti del soccorso ADAC e i vari partner hanno effettuato 3,5 milioni di interventi. Come negli anni precedenti, i problemi con la batteria dell’automobile hanno rappresentato la causa principale di guasto.https://www.adac.de/der-adac/ve
La principale attività ADAC è il soccorso stradale.
La "guardia stradale" Straßenwacht risale al 1928, come „ADAC-Straßen-Hilfsdienst“. Il soccorso avveniva con motociclette e rimorchio. Nel dopoguerra viene rifondata come „ADAC-Straßenwacht“nel 1954. Nel 1990 si estende nella nuova Repubblica Federale. Dal 1951 il soccorso è anche all'estero.

## Lobby e pubbliche relazioni
L’ADAC è una delle associazioni più influenti in Germania ed è anche una delle più grandi associazioni lobbistiche del mondo. Le tematiche principali, per le quali viene svolto un lavoro di informazione al pubblico, sono il mantenimento della mobilità motorizzata, l’impedimento dei limiti di velocità, il diritto della circolazione stradale e le disposizioni in materia di multe, la sicurezza di tunnel e traghetti adibiti al trasporto di veicoli insieme all'educazione stradale.
Negli ultimi anni l'ADAC ha cominciato ad aprirsi sempre più anche nei confronti degli interessi delle altre figure coinvolte nei trasporti, tra le altre cose eseguendo test nell'ambito del trasporto pubblico urbano o della mobilità ciclabile in città. L’ADAC pubblica regolarmente comunicati stampa e tiene i contatti con i suoi circa 21,2 milioni di soci con la rivista ADAC Motorwelt.
Dal 2020 la rivista ADAC Motorwelt viene pubblicata quattro volte all’anno. Dal primo trimestre del 2020 la BCN, società controllata da Burda, gestisce la produzione, la preparazione e la stampa dell'ADAC Motorwelt ed è responsabile anche per la sua redazione, il marketing e la distribuzione. I contenuti restano sotto la responsabilità del club, con il suo caporedattore Martin Kunz. Contemporaneamente l’ADAC sta ampliando i suoi canali digitali di comunicazione.

## Associazioni collegate
ADAC ha legami con:
- Fédération Internationale de l’Automobile
- Fédération Internationale des Véhicules Anciens
- Euro NCAP
- Pro Mobilität
- Europäische Bewegung Deutschland[22]
- EuropeNet24[23]

## Test e tecnica
Per rendere la tutela dei consumatori il più indipendente possibile, l’ADAC nel 1997 ha fondato un proprio centro tecnico a Landsberg am Lech, in Baviera. In questa struttura l’ADAC effettua test tecnici sui veicoli, sui componenti e sugli accessori allo scopo di rilevare eventuali carenze nella loro sicurezza.
Da allora l’ADAC effettua test nel settore della tecnica e della mobilità pubblicando i risultati nei suoi canali mediatici. Dal punto di vista tecnico per esempio vengono testati le auto intere, le ruote, i seggiolini, le biciclette a pedalata assistita, i caschi e i box portapacchi. Ma, non appena immessi sul mercato, vengono testati anche i nuovi articoli come le stazioni di ricarica a parete o i monopattini elettrici. Vengono testate anche le nuove tecnologie come i sistemi di guida assistita e la guida autonoma nonché la sicurezza dei dati dei sistemi collegati in rete. Nel settore della mobilità l’ADAC, mettendo al centro il punto di vista del consumatore, effettua test sui servizi e sulle infrastrutture, ad esempio sulle stazioni dei pullman, sulle infrastrutture presenti per caricare le auto elettriche, sui parcheggi park & ride o sui prezzi dei biglietti per i mezzi pubblici.
Dal punto di vista tecnico, la gran parte del lavoro per i test viene svolto dall’ADAC nel centro tecnico di Landsberg am Lech, attrezzato tra l’altro con impianti di prova come un laboratorio per i test sui gas di scarico e per i crash test. L’Istituto Federale della Motorizzazione considera questi laboratori come un servizio tecnico in base alle norme DIN EN ISO/IEC 17025. Il centro, in tutti i suoi settori, è certificato ISO 9001:2015.

## Turismo
L’ADAC si occupa di fornire informazioni sul tema del turismo e dei viaggi. Ogni giorno mette a disposizione del pubblico informazioni su argomenti importanti per il mondo dei viaggi e delle attività del tempo libero. La consulenza turistica dell’ADAC comprende informazioni sui luoghi d’interesse delle regioni turistiche più importanti, su quello che c’è da sapere sul paese in cui si viaggia, sulle regole relative alla circolazione e ai pedaggi autostradali, sulle previsioni del tempo in tutto il mondo, sugli aggiornamenti relativi alla sicurezza dei viaggi, alle informazioni sulla mobilità per i giri in città e sul Carnet de Passages.
Anche chi viaggia in camper o in barca riceve informazioni specifiche. Gli specialisti ADAC per il turismo sanno consigliare il tour più adatto anche a chi viaggia in moto o alla guida di un’auto d’epoca.
I soci ADAC possono ricevere le informazioni e la consulenza sia di persona, in una delle filiali ADAC, sia in modo digitale attraverso il sito adac.de o tramite diverse App.[69]
L’ADAC è impegnata nel settore del turismo in automobile. Così l’associazione, nel corso della riunificazione tedesca, ha collaborato con il consorzio di tutela del bosco tedesco (Schutzgemeinschaft Deutscher Wald) e l’Ente Nazionale Germanico per il Turismo per installare la segnaletica sulla Deutsche Alleenstraße la strada tedesca dei viali alberati che attraversa quasi tutta la Germania da nord a sud. 

## Sicurezza stradale
Nell’ambito di conferenze degli esperti e con contributi in materia ed è attiva l’ADAC prende posizione anche riguardo a questioni della sicurezza stradale, del diritto della circolazione stradale, della politica dei trasporti, della pianificazione dei trasporti e della tutela dell’ambiente.
Nel 2006 l’ADAC, tramite comunicati stampa, si è espressa criticamente sul turismo delle patenti di guida richiedendo un’armonizzazione rapida della normativa in materia di patente di guida in Europa.
Inoltre l’ADAC offre corsi di guida sicura nei suoi undici centri di guida sicura e 40 complessi di addestramento alla guida. Lo scopo dichiarato è quello di migliorare la sicurezza alla guida dei partecipanti, sensibilizzandoli alle criticità del traffico e insegnando loro nozioni teoriche sulla tecnica dell’autoveicolo. Vengono offerti corsi speciali per autoveicoli, moto, camioncini, pullman e camion.
Diverse prese di posizione dell’ADAC sono tuttavia anche molto dibattute, mettendo in dubbio se sono a vantaggio o piuttosto a svantaggio della sicurezza alla guida.
Ad esempio l’associazione giustificava il suo rifiuto nei confronti di un limite di velocità generale sostenendo che le autostrade tedesche, in base alle statistiche degli incidenti stradali, sono le più sicure e che il limite di velocità non avrebbe conseguenze sulla gravità degli incidenti. I sostenitori del limite di velocità invece, come ad esempio il Verkehrsclub Deutschland (VCD), sostengono che il limite di velocità diminuirebbe il pericolo di incidenti e la gravità degli incidenti riuscendo così a evitare ogni anno centinaia di morti e feriti gravi sulle autostrade.] Viste le opinioni poco chiare tra la popolazione e tra i soci ADAC, al momento l’ADAC si astiene dall’argomento fino a quando le forze politiche si esprimeranno in merito. Dalle inchieste e statistiche, infatti, ne esce un quadro molto eterogeneo sugli effetti derivanti dall’applicazione di un limite di velocità, sia a riguardo della protezione del clima sia in materia di sicurezza stradale.

## Sicurezza degli automobilisti

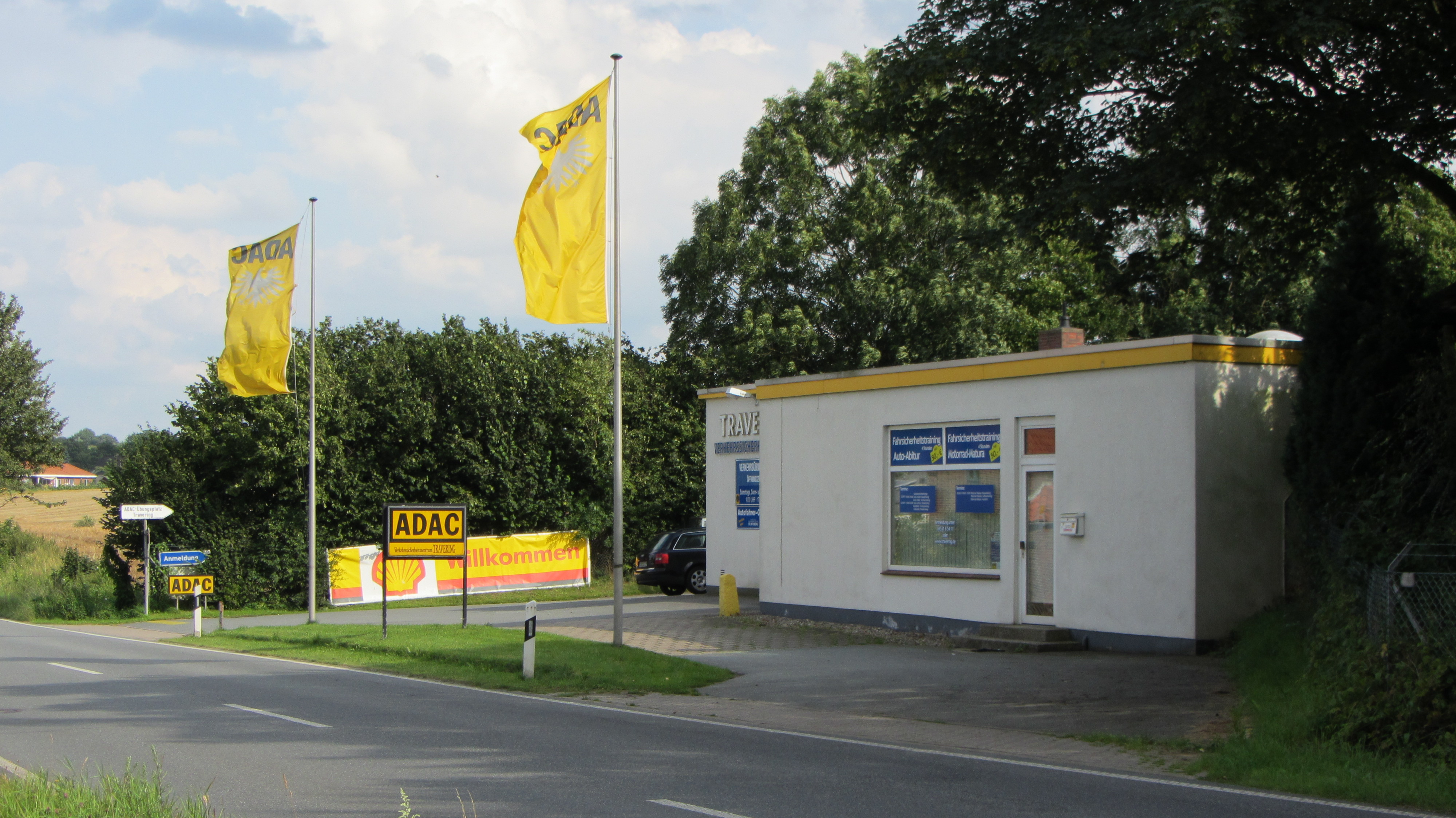
Postazione ADAC presso Bad Oldesloe

Lungo le strade tedesche vi sono delle postazioni ADAC.
Nel 2006 ADAC critica la politica europea sul turismo stradale.
ADAC detiene undici centri di addestramento e istruzione per guida sicura e quaranta impianti di addestramento. Esistono corsi specifici per motociclisti, automobilisti, mezzi di trasporto e bus.
ADAC sostiene la non influenza della velocità negli incidenti autostradali, ponendosi contro qualunque tipo di limite di velocità sulle autostrade tedesche.

## Politica ambientale

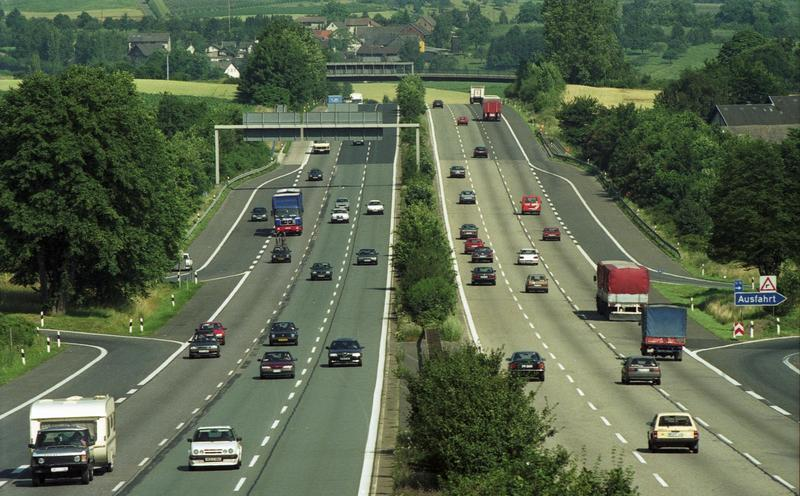
La costruzione di infrastrutture sono in contrasto con l'ambiente, ma possono aiutare a ridurre le emissioni inquinanti riducendo gli ingorghi e aumentando la velocità media di movimento.

L'associazione tiene una posizione moderata per le politiche ambientali. Nel 2007 promuove per la prima volta una festa dal titolo „das Auto in der Stadt nicht das einzige Verkehrsmittel ist“ ("in città l'auto non è l'unico mezzo di trasporto").
Secondo l’ADAC, i finanziamenti miliardari per la costruzione e l’ampliamento della rete autostradale non sono necessariamente in contrasto con la protezione del clima. In questo modo, sostiene l’ADAC, si eviterebbero le code in autostrada, dannose per l’ambiente e per l’economia del paese.
L’associazione considera “moderata” la sua posizione sul clima. Nel 2007 per la prima volta, sollecitando il decongestionamento del traffico, ha ufficialmente consentito che “l’automobile in città non è l’unico mezzo di trasporto”. L’associazione pubblica regolarmente suggerimenti per i consumatori per una circolazione stradale più ecosostenibile. L’ADAC rifiuta però un coinvolgimento del sistema delle emissioni, non ritenendolo sensato nel settore dei trasporti per via delle particolarità specifiche. Inoltre ha dichiarato più volte di essere contro l’introduzione delle zone a bassa emissione dato che non sono uno strumento adatto a combattere l’inquinamento da polveri sottili e ha pubblicato un’indagine propria sulle zone a bassa emissione.
La politica ambientale, secondo quando riportato dall’ADAC, dovrebbe agire assicurando la mobilità delle persone con l’automobile, e non andare a scapito di quella parte di popolazione economicamente e socialmente svantaggiata.

## ADAC Mitfahrclub
ADAC Mitfahrclub dedicato all'uso dell'auto di gruppo.

## Pronto intervento serrature
A partire dal mese di gennaio 2019 i soci che restano chiusi fuori di casa possono ricevere aiuto nell’ambito di un progetto pilota nelle città di Monaco di Baviera, Berlino e Amburgo.

## Ride Sharing
Con la sua piattaforma di ride sharing ADAC Mitfahrclub, l’ADAC offre l’intermediazione per la condivisione di passaggi in auto.

## ADAC per i giovani
L’ADAC aiuta i giovani a entrare nel mondo della mobilità informandoli su temi come sicurezza alla guida, patente, acquisto di un’automobile ecc. Ai giovani, ai guidatori principianti e agli studenti l’ADAC offre la possibilità di diventare soci senza dover versare i contributi normalmente previsti. In qualità di socio si ha la possibilità di studiare gratuitamente le domande per fare la patente, di avvalersi del servizio di soccorso stradale per guasti e incidenti o di usufruire di una prima consulenza legale.

## Parco mezzi

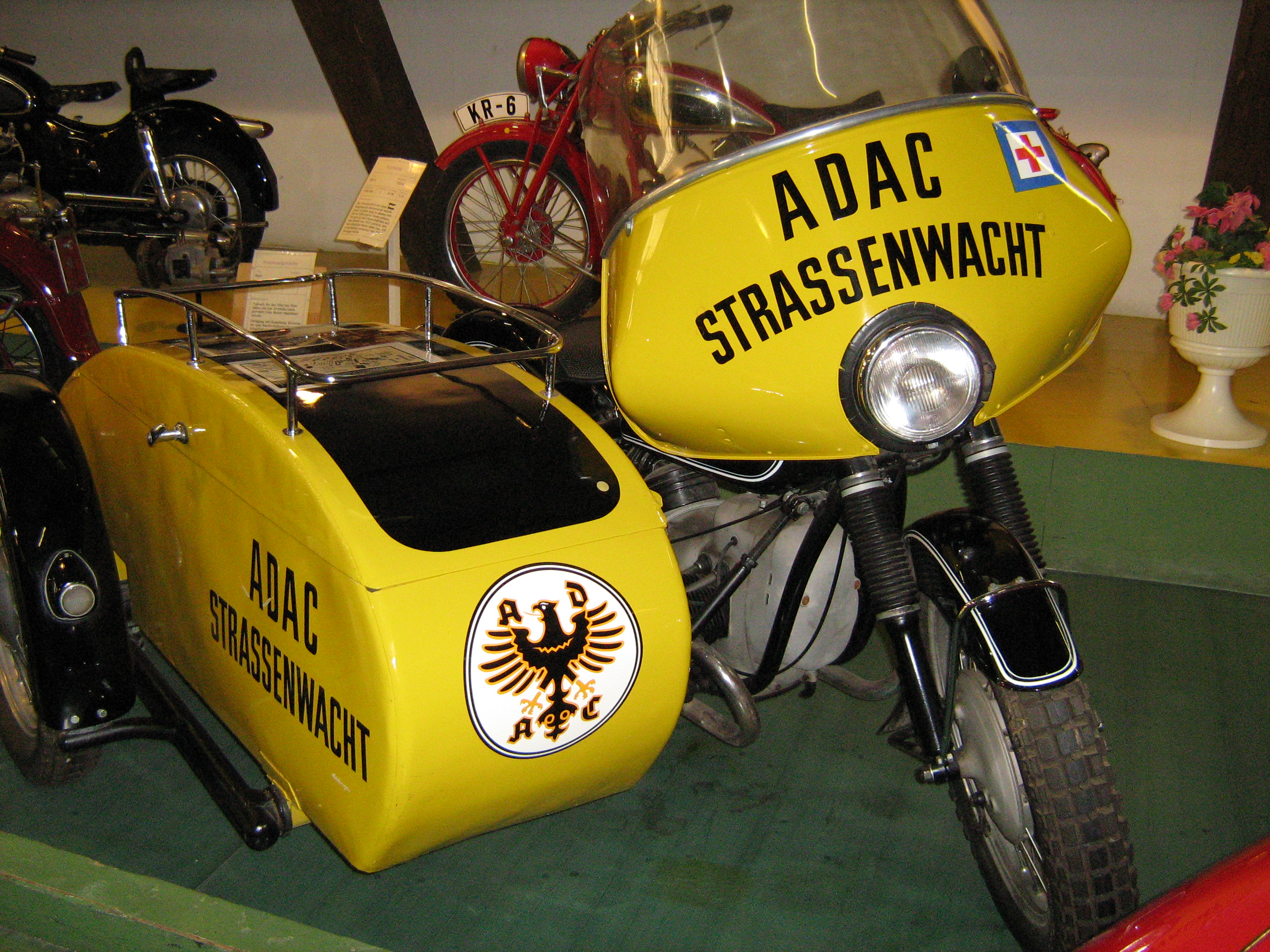
Storica motocicletta sidecar ADAC della BMW
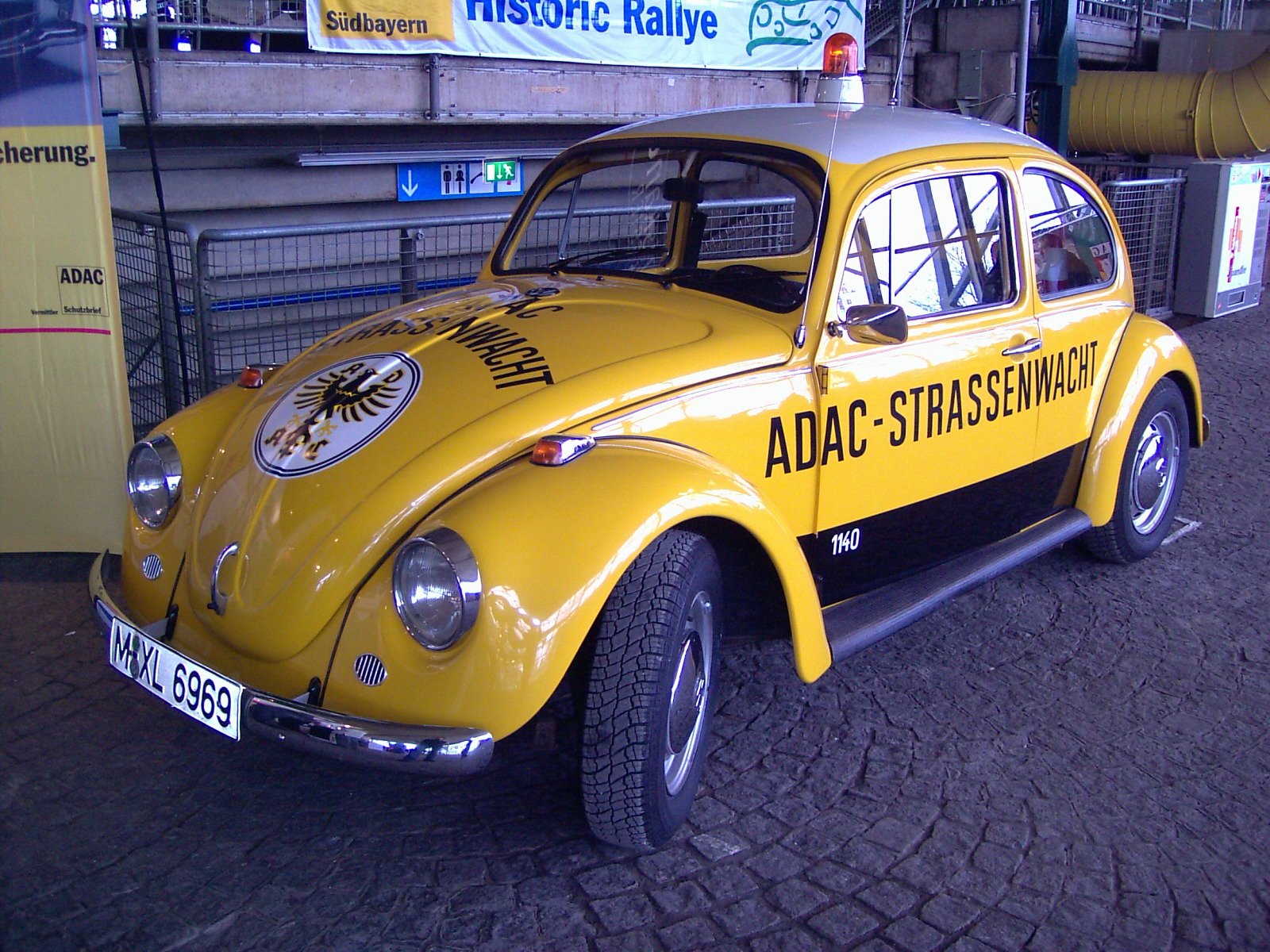
Storica Volkswagen Maggiolino con insegne ADAC
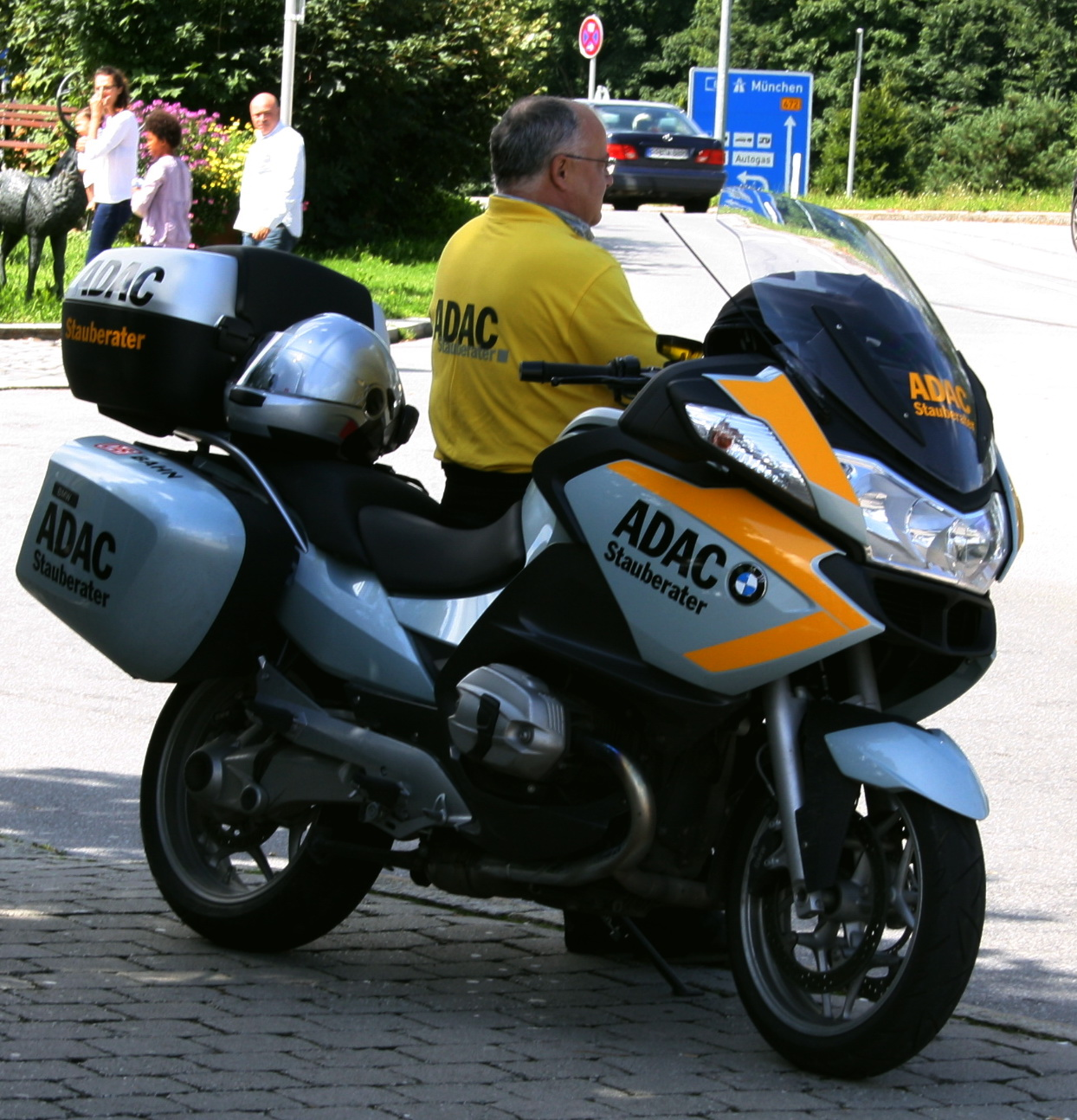
Motocicletta di soccorso BMW nel 2010
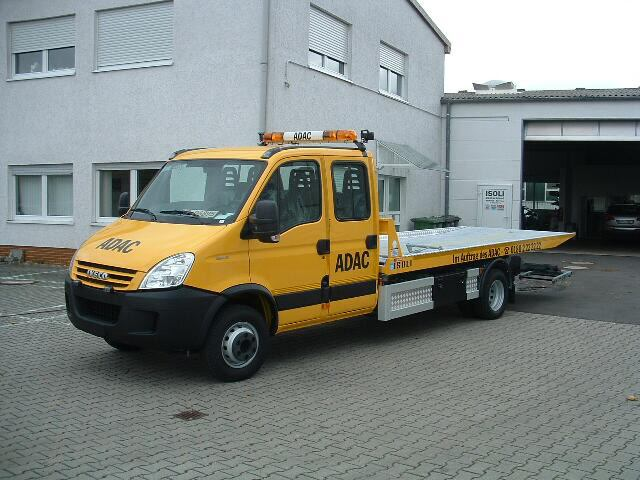
Soccorso stradale ADAC mediante Iveco Daily
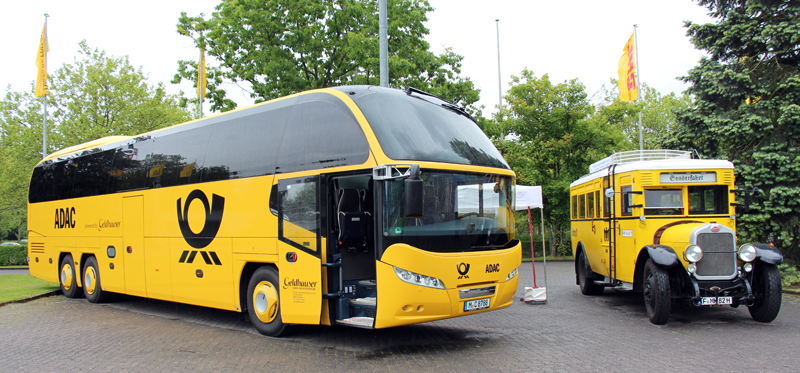
Bus Neoplan e bus storico con insegne delle Poste e ADAC